# アネット・オトゥール
アネット・オトゥール（Annette O'Toole、 1952年4月1日 - ）は、アメリカ合衆国の女優。

## 来歴
ヒューストン出身。3歳からダンス・レッスンを始める。13歳でロサンゼルスへ転居。16歳でダンサーとしてTV『ダニー・ケイ・ショー』に出演した際、ダンスには限界を感じ、『ガンスモーク』への端役出演を機に女優転向、ハリウッドの演劇学校に入る。1975年に『輝け!ミス・ヤング・アメリカ』で映画デビュー。芯の強さと優しく親近感ある雰囲気が持ち味で、30歳前後からは包容力ある雰囲気もついてきた。1983年4月8日に結婚。近年は主にTVドラマに出演している。

## 出演作品

### 映画
- 輝け!ミス・ヤング・アメリカ（1975）
- ワン・オン・ワン（1977）
- キング・オブ・ジプシー（1978）
- フーリング (1980)
- キャット・ピープル（1982） - アリス
- 48時間（1982） - エレイン
- スーパーマンIII（1983） - ラナ・ラング
- トム・ベレンジャーの 探偵より愛をこめて（1989）
- 詐欺/イマジナリークライム（1994）
- 愛ここにありて（2000）
- 意表をつくアホらしい作戦 A Futile and Stupid Gesture (2018)
- ブロー・ザ・マン・ダウン〜女たちの協定〜 Blow the Man Down (2019)

### テレビ映画
- 二つの顔を持つ女/整形美女の復讐（1973）
- Stand by Your Man（1981）
- 若き日のJFK（1990）
- クリスマス・ボックス（1995）
- エア・パニック50,000フィート（1997）
- バウンティ・ハンター　母娘賞金稼ぎ（2000）

### ビデオ映画
- ソープ・コメディ／ベスト・レッグス（1984）
- コパカバーナ（1985)
- ストロング・メディスン（1986）
- ハート泥棒（1987）
- 背徳の罠/死者のメッセージ（1989）
- IT/イット（1990）
- ホワイト・ライ（1991）

### テレビドラマ
- 新・ヒッチコック劇場（1985）
- 新アウターリミッツ（1995） - リディア・マニング
- 刑事ナッシュ・ブリッジス（1996～1999） - リサ・ブリッジス
- ヤング・スーパーマン（2001～2007） - マーサ・ケント
- ホルト･アンド･キャッチ･ファイア 制御不能な夢と野心(2014-2015) ー スーザン・エマーソン
- ヴァージンリバー Virgin River (2019-)